# Paramathes perigrapha
Paramathes perigrapha är en fjärilsart som beskrevs av Rudolf Püngeler 1899. Paramathes perigrapha ingår i släktet Paramathes och familjen nattflyn. Inga underarter finns listade i Catalogue of Life.